# Рубин (река)
Руби́н (фр. Roubine) — река на юге Франции в департаменте Воклюз региона Прованс — Альпы — Лазурный Берег. Приток реки Имерг бассейна Роны.

## География

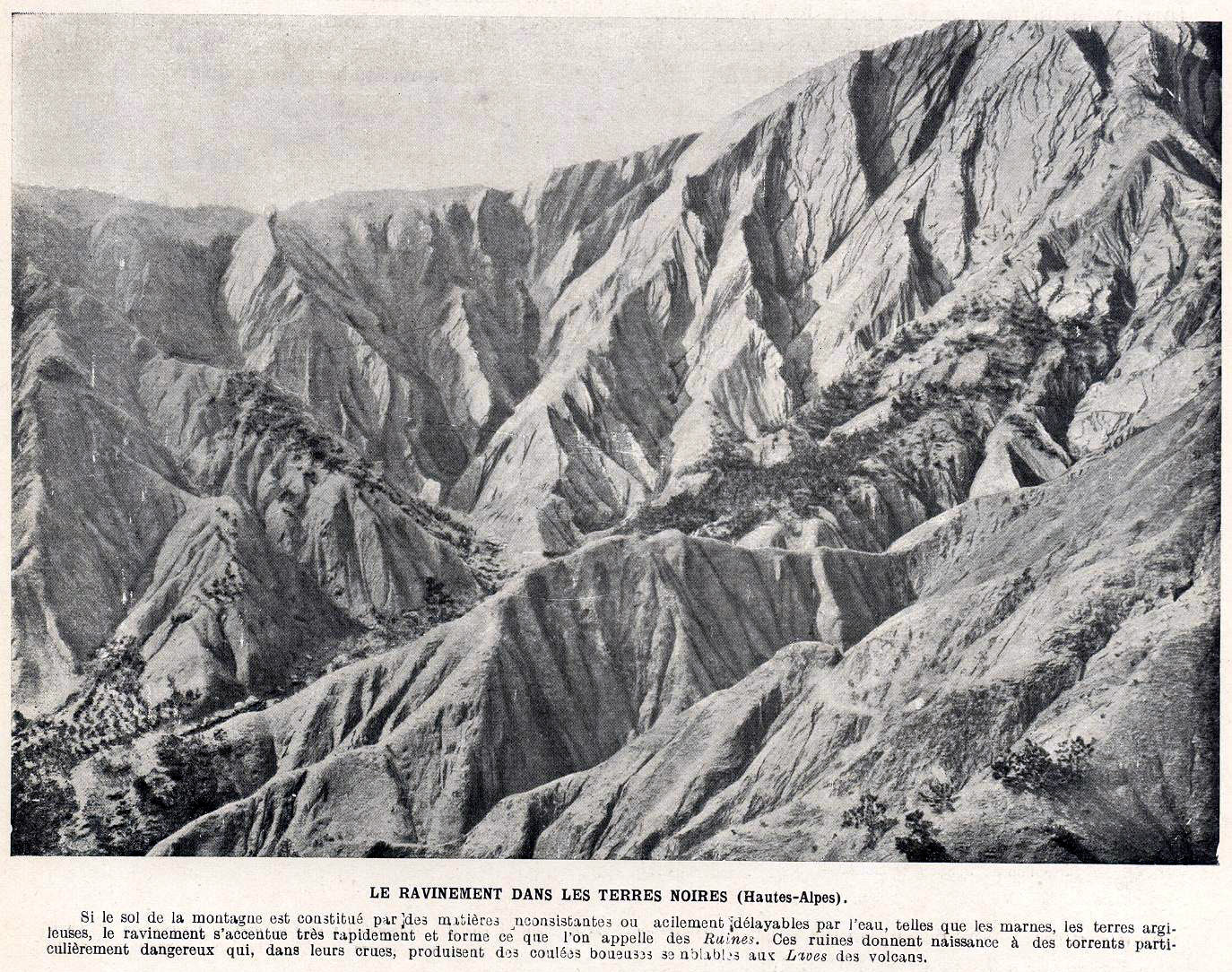
«Чёрные земли», или «рубины» (roubines), в Верхних Альпах особенно чувствительны к эрозии.

Рубин берёт начало на склонах гор Воклюза в долине Калавона к северо-востоку от коммуны Горд, питаясь многочисленными ручьями окрестных оврагов, которые располагаются между вершинами Гашоля и Рапьеров и ущелья Веронкль. Река далее течёт несколько километров по равнине к юго-востоку от посёлка, где в неё впадает ручей с Сен-Шаффре. Далее Рубин пересекает территорию Гу, где впадает в Имерг, приток Калавона. Протяжённость реки — 5,4 км.

## Пересекаемые коммуны
Река протекает по территории двух коммун:
- Горд
- Гу